# 山南乳魚
山南乳魚（学名：Galaxias olidus）為輻鰭魚綱胡瓜魚目南乳魚科的其中一種。分布澳洲東部及南部，體長可達15公分，棲息在水質清澈具礫石底質的溪流，常成群躲藏在廢木下或大岩石底。
其种加词“olidus”意为“有气味的”。